# العلاقات الأرجنتينية السورية
العلاقات الأرجنتينية السورية هي العلاقات الثنائية التي تجمع بين الأرجنتين وسوريا.

## مقارنة بين البلدين
هذه مقارنة عامة ومرجعية للدولتين:
| وجه المقارنة                                              | الأرجنتين                                               | سوريا                    |
| --------------------------------------------------------- | ------------------------------------------------------- | ------------------------ |
| المساحة (كم2)                                             | 2.78 مليون                                              | 185.18 ألف               |
| عدد السكان (نسمة)                                         | 44.27 مليون                                             | 18.27 مليون              |
| الكثافة السكانية (ن./كم²)                                 | 15.92                                                   | 98.66                    |
| العاصمة                                                   | بوينس آيرس                                              | دمشق                     |
| اللغة الرسمية                                             | اللغة الإسبانية                                         | اللغة العربية            |
| العملة                                                    | البيزو الأرجنتيني 1983 ‏، بيزو أرجنتيني، أسترال أرجنتيني | ليرة سورية               |
| الناتج المحلي الإجمالي (بليون دولار)                      | 637.59 مليار                                            | 60.20 مليار              |
| الناتج المحلي الإجمالي (تعادل القوة الشرائية) بليون دولار | 883.02 مليار                                            |                          |
| الناتج المحلي الإجمالي الاسمي للفرد دولار أمريكي          | 13.43 ألف                                               |                          |
| الناتج المحلي الإجمالي للفرد دولار أمريكي                 |                                                         |                          |
| مؤشر التنمية البشرية                                      | 0.827                                                   | 0.594                    |
| رمز المكالمات الدولي                                      | +54                                                     | +963                     |
| رمز الإنترنت                                              | .ar                                                     | .sy                      |
| المنطقة الزمنية                                           | 00                                                      | ت ع م+02:00، ت ع م+03:00 |

## مدن متوأمة
في ما يلي قائمة باتفاقيات التوأمة بين مدن أرجنتينية وسورية:
- ترتبط سانتياغو ديل استيرو مع حماة باتفاقية توأمة.
- ترتبط بوينس آيرس مع دمشق باتفاقية توأمة منذ 19 مايو 1994.

## منظمات دولية مشتركة
يشترك البلدان في عضوية مجموعة من المنظمات الدولية، منها:
| علم المنظمة | اسم المنظمة                               | تاريخ انضمام الأرجنتين | تاريخ انضمام سوريا |
| ----------- | ----------------------------------------- | ---------------------- | ------------------ |
|             | مؤسسة التنمية الدولية                     | 3 أغسطس 1962           | 28 يونيو 1962      |
|             | المنظمة الهيدروغرافية الدولية             | ?                      | ?                  |
|             | مؤسسة التمويل الدولية                     | 13 أكتوبر 1959         | 28 يونيو 1962      |
|             | منظمة حظر الأسلحة الكيميائية              | ?                      | ?                  |
|             | الأمم المتحدة                             | 24 أكتوبر 1945         | 24 أكتوبر 1945     |
|             | الاتحاد الدولي للاتصالات                  | 1889                   | 12 يناير 1924      |
|             | منظمة الشرطة الجنائية الدولية             | ?                      | ?                  |
|             | البنك الدولي للإنشاء والتعمير             | 20 سبتمبر 1956         | 10 أبريل 1947      |
|             | الاتحاد البريدي العالمي                   | ?                      | ?                  |
|             | المركز الدولي لتسوية المنازعات الاستشارية | 18 نوفمبر 1994         | 24 فبراير 2006     |
|             | وكالة ضمان الاستثمار متعدد الأطراف        | 11 فبراير 1992         | 14 مايو 2002       |
|             | يونسكو                                    | 15 سبتمبر 1948         | 16 نوفمبر 1946     |

## أعلام
هذه قائمة لبعض الشخصيات التي تربطها علاقات بالبلدين:
- انطونيو محمد (مدرب، ولاعب كرة قدم أرجنتيني، 2 أبريل 1970[18] – )
- جوليانا عواضة (سيدة أعمال أرجنتينية، 3 أبريل 1974 – )
- خوسيه نيهين (لاعب كرة قدم أرجنتيني، 13 أكتوبر 1905 – 16 ديسمبر 1957)
- خوليو أسد (7 يونيو 1953 – )
- دانييل أحمد (لاعب كرة قدم، 22 نوفمبر 1965 – )
- ريكاردو دارين (ممثل أرجنتيني، 16 يناير 1957 – )
- عمر أسد (مدرب، ولاعب كرة قدم أرجنتيني، 9 أبريل 1971[19] – )
- عمر حسن (لاعب رغبي أرجنتيني، 21 أبريل 1971 – )
- فاكوندو عيسى (لاعب رغبي أرجنتيني، 21 سبتمبر 1993 – )
- كارلوس منعم (رئيس أرجنتيني سابق من أصل سوري، 2 يوليو 1930[20][21] – )
- كلاوديو حسين (لاعب كرة قدم أرجنتيني، 20 نوفمبر 1974[22] – )
- لورينزو ميغيل (نقابي أرجنتيني، 27 مارس 1927[23] – 29 ديسمبر 2002[23])
- ليوناردو فافيو (28 مايو 1938 – 5 نوفمبر 2012[24])
- يميل أسد (لاعب كرة قدم أرجنتيني، 27 يوليو 1994[25] – )

## وصلات خارجية
- موقع وزارة الخارجية الأرجنتينية